# 越南木瓜红
越南木瓜红（学名：Rehderodendron indochinense）为安息香科木瓜红属下的一个种。

## 扩展阅读
- 維基物種上的相關：越南木瓜红